# In Spades
In Spades è l'ottavo album in studio del gruppo alternative rock statunitense The Afghan Whigs, pubblicato nel 2017.

## Tracce
1. Birdland – 2:50
2. Arabian Heights – 5:00
3. Demon in Profile – 3:24
4. Toy Automatic – 2:56
5. Oriole – 4:06
6. Copernicus – 3:30
7. The Spell – 3:46
8. Light as a Feather – 3:08
9. I Got Lost – 3:22
10. Into the Floor – 4:17